# Dennis Flinta
Dennis Flinta (ur. 14 listopada 1983) – duński piłkarz, grający na pozycji pomocnika.

## Kariera klubowa
Flinta profesjonalną karierę rozpoczął w Brøndby IF, z którego w 2005 roku przeniósł się do Silkeborg IF. W latach 2007–08 reprezentował barwy FC Midtjylland, na początku 2009 roku powrócił zaś do Silkeborg IF.